# Uwe Schmidt
Uwe Schmidt odnosno Atom™, Señor Coconut itd. (1968. Frankfurt, Njemačka, ondašnja SR Njemačka je njemački DJ i producent elektroničke glazbe.
Prva glazbenička iskustva je imao '80-ih na udaračkim glazbalima.
Potom je s još nekoliko glazbenika utemeljio svoju izdavačku kuu NG Medien i djelovao je kao Lassigue Bendthaus, skladajući i izvodeći ambijentalni techno i industrial techno.
Bio je producentom elektroničke plesne glazbe 1990-ih pod raznim imenima, uključujući i ime Atom Heart.
1994. je pokrenuo svoju izdavačku kuću  Rather Interesting radi razvijanja glazbe koja ne slijedi "tradicionalne staze elektroničke glazbe".
1996. se preselio u Santiago, Čile radi istraživanja latinoameričke glazbe. Ubrzo je namjerno uzeo komično-redikulozni pseudonim Señor Coconut, pod kojim je izdao djelo El Gran Baile, nalazeći vremena za raditi remikse za Towom Teijem, bivšim članom skupine Deee-Lite.
Schmidtovo izdanje od 2000. je bio spoj latinoameričke glazbe i Kraftwerka, El Baile Alemán. Na albumu se nalazilo nekoliko obrada starih Kraftwerkovih djela, obrađenih s latinoameričkom instrumentacijom i ritmom. El Baile Alemán je bio u isto vrijeme odavanje poštovanja Kraftwerku, ali i parodiranje Kraftwerka, što se dobro vidi u uvodnom dijelu skladbe Autobahn, u kojoj se čuje zvuk automobila koji ne može nikako upaliti.
Album je glasio kao djelo Señor Coconut y Su Conjunto, iako je bio u potpunosti djelom Uwe Schmidta na sintesajzerima i samplerima i uz pomoć troje vokalista.  Djelo je dobilo dovoljno dobrih kritika u SAD-u, da je potaklo Schmidta na odlazak na turneju. U ožujku 2001. se kao Señor Coconut i sedmeročlanim pratećim sastavom zaputio u Sjevernu Ameriku, no problemi s vizama za neke od čileanskih glazbenika su prisilile Schmidta odgoditi turneju, no ipak je svirao po latinoameričkim lokacijama diljem Meksika.

## Pseudonimi
| - Almost Digital - Atom™ - Atom™ feat. Tea Time - Atom Heart - Atomu' Shinzo - Bass - Bi-Face - The Bitniks - Brown - Bund Deutscher Programmierer - CMYK - Coeur Atomique - Datacide (suradnji s Tecuom Inoueom) - The Disk Orchestra - Dos Tracks - Dots - Dr Mueller - Dropshadow Disease - Erik Satin - Flanger (suradnja s Burntom Friedmanom) - Flextone - Fonosandwich - Geeez 'N' Gosh - Gon | - HAT (suradnja s Harumijem Hosonom i Tecuom Inoueom) - H. Roth - i - Interactive Music - Jet Chamber - Lassigue Bendthaus - LB - Le Diapason - Lisa Carbon - Lisa Carbon & Friends - The Lisa Carbon Trio - Los Negritos - Los Samplers - Machine Paisley - Masters Of Psychedelic Ambiance - Midisport - Mike Mc Coy - Millennium - Mono™ - M/S/O | - +N (suradnja s Victorom Solom) - Naturalist - Ongaku - Pentatonic Surprise - Pornotanz - Real Intelligence - The Roger Tubesound Ensemble - Schnittstelle - Second Nature - Semiacoustic Nature - Señor Coconut - Silver Sound - Slot - Softcore - Soundfields - Subsequence - Superficial Depth - Surtek Collective (suradnja s Original Hamsterom) - Synthadelic - Urban Primitivism - VSVN - Weird Shit |

## Diskografija po pseudonimima
(nepotpuna) 

### Lassigue Bendthaus
- Matter (1991.)
- Binary (1992.)
- Cloned (1992.)
- Render (1994.)

### Atom Heart
- Datacide II (1993.)
- Coeur Atomique (1993.)
- Orange (1994.)
- Live at Sel I/S/C (1994.)
- +N - ex.s (1994.) (with Victor Sol & Alain "Stocha" Baumann; guest appearance by Chris & Cosey)
- +N - plane (1994.) (with Victor Sol)
- Dots (1994.)
- Softcore (1994.)
- Aerial Service Area (1994.) (with Victor Sol and Niko Heyduck)
- VSVN (1995.)
- Mu (1995.)
- Semiacoustic Nature (1995.)
- Silver Sound 60 (1995.)
- Bass (1995.)
- Real Intelligence (1995.)
- Machine Paisley (1996.)
- Hat (1996.)
- Brown (1996.)
- Apart (1996.)
- +N - built. (1996.) (with Victor Sol)
- Gran Baile Con...Señor Coconut (1997.)
- Digital Superimposing (1997.)
- Schnittstelle (1998.)

### Lisa Carbon
- Experimental Post Techno Swing (1993.)
- Polyester (1995.)
- Trio de Janeiro (1997.)
- "Standards" (2003.)

### Flanger
Templates (1999.)
- Midnight Sound (2000.)
- Outer Space/Inner Space (2001.)
- Spirituals (2005.)

Nuclear Jazz (2007.)

### Geeez 'N' Gosh
- My Life With Jesus (2000.)
- Nobody Knows (2002.)

### lb
- Pop Artificielle (2000.)

### Bund Deutscher Programmierer
- Stoffwechsel (2000.)

### Señor Coconut y Su Conjunto
- El Gran Baile (1997.)
- El Baile Alemán (2000.)
- Fiesta Songs (2003.)
- Señor Coconut presents Coconut FM  (2005.)
- Yellow Fever! (2006.) (kao "Señor Coconut and His Orchestra")

### The Disk Orchestra
- [k] (2001)

Stil: experimental/indus/noise

### Midisport
- 14 Footballers In Milkchocolate (2001.)

### Dos Tracks
- :) (2002.)
- Dos Tracks (2002.)

### Atom™
- CMYK (2005.)
- iMix (2005.)
- Son Of A Glitch (2007.) (suautori: Mikrosopht, Audiocrip, Original Hamster, The Machinist, i Yoshi)

### Los Negritos
- Speed-Merengue Mega-Mix 2005 (2005.)

### Surtek Collective
- "The Birth Of Aciton" (2007.) (s Original Hamsterom)

## Vanjske poveznice
- Atom™ news official site  Arhivirana inačica izvorne stranice od 29. travnja 2014. (Wayback Machine)
- Atom™ official site
- Senor Coconut official site  Arhivirana inačica izvorne stranice od 21. veljače 2008. (Wayback Machine)
- Atom Heartova diskografija  Arhivirana inačica izvorne stranice od 13. veljače 2008. (Wayback Machine)
- Discogs Kao Atom™ na Discogsu

## Video poveznice
- Atom Heart RBMA video lecture session Pt.1  Arhivirana inačica izvorne stranice od 19. veljače 2008. (Wayback Machine)
- Atom Heart RBMA video lecture session Pt.2  Arhivirana inačica izvorne stranice od 19. veljače 2008. (Wayback Machine)